# 4041 Miyamotoyohko
4041 Miyamotoyohko (1988 DN1) là một tiểu hành tinh vành đai chính được phát hiện ngày 19 tháng 2 năm 1988 bởi T. Kojima ở Chiyoda.